# Nick Cave
Nicholas "Nick" Edward Cave (Warracknabeal, Australija, 22. rujna 1957.) australski je glazbenik, kantautor, književnik, scenarist i povremeno glumac. Najpoznatiji je po svom radu u rock skupini Nick Cave and the Bad Seeds i po fascinaciji američkom glazbom i njenim korijenima. Prati ga reputacija, koju odbacuje, da izvodi mračne, turobne pjesme koje neki slušatelji smatraju depresivnima. Njegovu glazbu karakteriziraju intenzivnost, energičnost i širok raspon utjecaja. Trenutačno živi u mjestu Brighton & Hove u Engleskoj.

## Mladost i obrazovanje
Cave je rođen u gradiću Warracknabeal u Viktoriji, kao dijete Dawn i Colina Cavea. Ima dva brata, Tima rođenog 1952. i Petera rođenog 1954, te sestru Julie rođenu 1959. Kao dijete, živio je u rodnom mjestu, a zatim u Wangaratti u ruralnoj Viktoriji. Njegov otac Colin po zanimanju je bio učitelj i administrator, zaljubljen u književnost, a njegova majka bila je knjižničarka. Odgajan kao član Anglikanske crkve, pjevao je u dječačkom zboru u mjesnoj katedrali. No često je ulazio u nevolje sa školskim autoritetima, te ga roditelji 1970. šalju u internat Caulfield Grammar School u Melbourneu. Tamo se pridružuje školskom zboru koji vodi zborovođa Norman Kaye, a imao je i glasovir. Kada mu se obitelj doseljava u predgrađe Melbournea Caulfield, ponovno počinje stanovati u svom domu. Bilo mu je 19 godina kada mu je otac poginuo u prometnoj nesreći.
Nakon srednje škole, Cave 1976. počinje studij slikarstva na Caulfieldskom institutu za tehnologiju (današnje Sveučilište Monash), ali od njega odustaje 1977. da bi se posvetio glazbi. U to vrijeme, počeo je uzimati heroin.

## Osobni život
Anita Lane bila mu je djevojka od kraja 70-ih do sredine 80-ih. Nesumnjivo je imala jak utjecaj na Cavea i njegov rad, i često ju se spominje kao njegovu "muzu", iako je s njim snimila vrlo malo pjesama, kao što je strofa u obradi Dylanove "Death Is Not The End" s albuma "Murder Ballads". Zajedno s njim napisala je naslovnu pjesmu albuma njegove grupe, "From Her to Eternity" iz 1984., kao i tekst pjesme "Stranger than Kindness" s albuma "Your Funeral... My Trial".
Odnos su prekinuli sredinom osamdesetih nakon čega Cave počinje vezu s Elizabeth Recker. Nakon završetka debitantskog romana "I magarica ugleda anđela" ("And the Ass Saw the Angel"), Cave se seli iz Zapadnog Berlina, kratko prije rušenja zida, u Sao Paulo u Brazilu, gdje upoznaju Brazilku Viviane Carneiro. Njihov sin Luke rođen je 1991., no nikada se nisu vjenčali. Cave ima još jednog sina imena Jethro (prema imenu jednom od njegovih omiljenih skupina Jethro Tull) koji živi s majkom Beau Lazenby u Australiji. 1993. godine Cave se seli u London.
Tijekom 90-ih imao je i kratku vezu sa P. J. Harvey koja je nadahnula dobar dio albuma "The Boatman's Call". Tada upoznaje i današnju supružnicu, britansku manekenku Susie Bick. U brak ulaze 1999. i ubrzo nakon toga rađaju im se blizanci Arthur i Earl. Tijekom 1998. i 1999. Cave se posvećuje rehabilitaciji od dvadeset godina ovisnosti o heroinu i alkoholu. Sin Arthur je poginuo nesretnim slučajem u srpnju 2015.

## Glazbena karijera

### Rane godine i The Birthday Party (1973. – 1984.)
1973. godine Cave upoznaje Micka Harveyja, Tracy Pew i Philla Calverta, koji zajedno s njim studiraju u školi Caulfield Grammar i osnivaju sastav s Caveom kao pjevačem. Njihov repertoar se među ostalim sastojao od predpunkovskih obrada pjesama Loua Reeda, Davida Bowieja, Alicea Coopera, Roxy Music i Alexa Harveyja. 1977., završavajući školu, uzimaju ime The Boys Next Door i počinju izvoditi većinom originalne radove. Gitarist i kantautor Rowland S. Howard pridružuje se sastavu 1978.
Od 1977. do raspada 1984., skupina istražuje raznolike stilove. Krajem 70-ih izvode stotine živih izvedbi i zatim 1980. mijenjaju ime u The Birthday Party i sele u London, pa Zapadni Berlin. Caveova australska djevojka i muza Anita Lane prati ga u London. Skupina je bila zloglasna po provokativnim izvedbama u kojima Cave vrišti, podriguje i baca se po pozornici, uz oporu rock pratnju i audio feedback električne gitare.
Skupina postaje kultna među slušateljima u Europi i Australiji, no raspada se 1984. Howard i Cave teško su surađivali i oboje su bili iscrpljeni dugogodišnjom uporabom heroina i alkohola.

### Kasnija karijera s The Bad Seeds (od 1984. na dalje)
Nick Cave kao vođa skupine The Bad Seeds ukupno izdaje 14 studijskih albuma, od kojih je trinaesti dvostruki. Najnoviji album "Dig, Lazarus, Dig!!!" je izdan 3. ožujka 2008. (myspace)
Kritičari Stephen Erlewine i Steve Huey pišu: "S Bad Seedsima Cave nastavlja istraživati svoju opsesiju religijom, smrću, ljubavlju, Amerikom, nasiljem i bizarnim, katkad samosvjesnim eklektičnim hibridom bluesa, gospela, rocka i poluumjetničkog post-punka, iako u obuzdanijim stilom nego s prethodnicom The Birthday Party".

### "Solo" rad i Grinderman
Uz rad s Bad Seedsima, Cave je od 90-ih izvodio 'solo' turneje pjevajući i svirajući klavir uz pratnju Warrena Ellisa na violini i harmonici i drugim glazbenicima kao basistima i bubnjarima. Trenutačni trio su Martyn P. Casey, Jim Sclavunos i Ellis iz Bad Seedsa (nadimka Mini-Seeds). 2006. ovaj postav sada uključuje i Cavea na električnoj gitari nastavlja turneje izvodeći materijal Bad Seedsa.
Album novog materijala Caveovog "solo" kvarteta zvanog Grinderman objavljen je u ožujku 2007. Njihova prva živa izvedba dogodila se na festivalu All Tomorrow's Parties u travnju 2007., uz gostovanje Bobbyja Gillespieja, kao vokala i udaraljkaša.

## Diskografija

### Studijski albumi
| Godina | Podaci o albumu |
| ------ | --- |
| 1984.  | From Her to Eternity - Producentska kuća: Mute Records - Datum izlaska: 18. lipnja 1984. - CD/DVD reizdanje: 27. travnja 2009.                          |
| 1985.  | The Firstborn Is Dead - Producentska kuća: Mute Records - Datum izlaska: 3. lipnja 1985. - CD/DVD reizdanje: 27. travnja 2009.                          |
| 1986.  | Kicking Against the Pricks - Producentska kuća: Mute Records - Datum izlaska: 18. kolovoza 1986. - CD/DVD reizdanje: 27. travnja 2009.                  |
| 1986.  | Your Funeral... My Trial - Producentska kuća: Mute Records - Datum izlaska: 3. studenog 1986. - Format: CD, vinyl - CD/DVD reizdanje: 27. travnja 2009. |
| 1988.  | Tender Prey - Producentska kuća: Mute Records - Datum izlaska: 19. rujna 1988.                                                                          |
| 1990.  | The Good Son - Producentska kuća: Mute Records - Datum izlaska: 17. travnja 1990.                                                                       |
| 1992.  | Henry's Dream - Producentska kuća: Mute Records - Datum izlaska: 27. travnja 1992.                                                                      |
| 1994.  | Let Love In - Producentska kuća: Mute Records - Datum izlaska: 18. travnja 1994.                                                                        |
| 1996.  | Murder Ballads - Producentska kuća: Mute Records - Datum izlaska: 5. veljače 1996.                                                                      |
| 1997.  | The Boatman's Call - Producentska kuća: Mute Records - Datum izlaska: 3. ožujka 1997.                                                                   |
| 2001.  | No More Shall We Part - Producentska kuća: Mute Records - Datum izlaska: 2. travnja 2001.                                                               |
| 2003.  | Nocturama - Producentska kuća: Mute Records - Datum izlaska: 3. veljače 2003.                                                                           |
| 2004.  | Abattoir Blues/The Lyre of Orpheus - Producentska kuća: Mute Records - Datum izlaska: 20. rujna 2004.                                                   |
| 2008.  | Dig, Lazarus, Dig!!! - Producentska kuća: Mute Records - Datum izlaska: 3. ožujka 2008.                                                                 |
| 2013.  | Push the Sky Away - Producentska kuća: Bad Seed Ltd - Datum izlaska: 18. veljače 2013.                                                                  |
| 2016.  | Skeleton Tree - Producentska kuća: Bad Seed Ltd - Datum izlaska: 9. rujna 2016.                                                                         |
| 2019.  | Ghosteen - Producentska kuća: Bad Seed Ltd - Datum izlaska: 2019.                                                                                       |
| 2024.  | Wild God - Datum izlaska: 2024 |

### Live albumi i kompilacije
- Live Seeds (1993.)
- The Best of Nick Cave and the Bad Seeds (1998.)
- B-Sides & Rarities (3CD) (2005.)
- The Abattoir Blues Tour (2CD/2DVD) (2007.)
- Live at the Royal Albert Hall (2008.)
- Live from KCRW (2013.)
- Lovely Creatures: The Best of Nick Cave and the Bad Seeds (2017.)